# Phavaraea
Phavaraea là một chi bướm đêm thuộc họ Notodontidae. Chi này gồm các loài sau:
- Phavaraea dilatata  (Walker, 1854)
- Phavaraea poliana  (Druce, 1893)
- Phavaraea rectangularis  (Toulgoët & Navatte, 1997)
- Phavaraea rejecta  (Geyer, 1832)